# 不良姐御伝 猪の鹿お蝶
『不良姐御伝 猪の鹿お蝶』（ふりょうあねごでん いのしかおちょう）は、1973年に製作された日本映画。鈴木則文監督。池玲子主演。『露出』のクリスチナ・リンドバーグの日本映画出演第1作である。クエンティン・タランティーノが映画『キル・ビル』で本作をオマージュしたことで知られている。凡天太郎の漫画『猪の鹿お蝶』を原作としている。

## キャスト
- 猪の鹿お蝶：池玲子
- 仕立屋お銀：根岸明美
- 恋ながれのお宮：衣麻遼子
- 汽車乗りのお絹：堀陽子
- 夜会服のお鯉：丘ナオミ
- 英吉利お小夜：一の瀬玲奈
- 貫一：岡八郎
- 常太郎：林真一郎
- ゆき：早乙女りえ
- しのぶ：碧川ジュン
- 八重路：三原葉子
- 柊修之助：成瀬正孝
- 太田：白井孝史
- 宮下：有田剛
- 五十嵐：森谷譲
- 黒川義一：河津清三郎
- 岩倉直蔵：名和宏
- 加納源太郎：内田勝正
- 葛西徳造：殿山泰司
- 市長：中村錦司
- 虎吉：蓑和田良太
- 稲村：遠藤辰雄
- 倉科：有川正治
- ギネス：マーク・ダーリン
- 羊川実磨：大泉滉
- クリスチーナ：クリスチナ・リンドバーグ
- 珍：志賀勝
- 尼僧：司京子
- 木崎：笹木俊志

## 同時上映
『まむしの兄弟 刑務所暮し四年半』
- 主演 - 菅原文太、川地民夫
- 『まむしの兄弟』シリーズ第5作。

## 漫画
『猪の鹿お蝶』（いのしかおちょう）は、凡天太郎による日本の漫画作品。『漫画OK』（新星社）にて、1968年5月9日号より連載された。「妖艶な女侠客」の猪の鹿お蝶を主人公とした作品。
海外で刊行された全編フランス語翻訳による単行本『SEX＆FURY』に一部の話が収録されたが、本作の単行本化はされていない。国内では総集編として2冊が短期間のみ発売された。2021年12月、本作を単行本化させるプロジェクトが開始され、クラウドファンディング形式で募集が行われている。